# Tjejzonen
| Tjejzonen |
| --- |
| - Betydelse – tjejjour med säte i Stockholm - Bakgrund – 1998, som avknoppning från Frizonen Göteborg (grundad 1996/1997) - Verksamhet – stöd genom samtal (chatt, e-post och fysiska samtal; tidigare även telefonjour) - Storlek – 300 medlemmar, 250 stödpersoner ("storasystrar"), medlem bl.a. i Unizon |

Tjejzonen är en svensk ideell förening, grundad 1998. Den fungerar som en tjejjour och arbetar med att ge stöd åt flickor och unga kvinnor. Man är bland annat medlem av Unizon.

## Historia
Tjejzonen grundades i Stockholm som en stödförening för tjejer, med anledningen av problem med våld mot tjejer, sexuella trakasserier och andra kränkningar under tonårstiden.
Verksamheten grundades 1998 av Thintin Strandman och hette ursprungligen Frizonen Stockholm. Den startades som en avknoppning av Frizonen Göteborg, som Strandman varit med om att grunda 1996/1997. Denna var en telefontjour och träffpunkt för tjejer mellan 12 och 25 år.
När Tjejzonen startade 1998, var man en av de första tjejjourerna i landet. I Stockholm fanns då även aktivitetshuset Exist och – på Fryshuset – United Sisters. Frågorna vid starten handlade ofta om självskadebeteenden, våldtäkt, incest och andra tyngre problem. Verksamheten var bland annat organiserad utifrån en telefonjour.
Verksamheten breddades 2005 till att även motverka förekomsten av ätstörningar samt alkohol- och drogmissbruk hos unga kvinnor. Under 2004–2005 genomfördes de båda projekten "Flicka" (tillsammans med Socialdepartementet) och "Tjejkraft". 2005–2007 genomfördes projekten "Du bestämmer" (med teatergruppen Ung utan pung och Manliga nätverket), 2006–2007 projektet "Mentorprogrammet". 
Genom åren har Tjejzonen haft säte i flera olika delar av Stockholmsområdet, och 2021 utgår verksamheten från Hägersten. 2006 hade man en stödlokal på Kungsholmen, dit flickor och unga kvinnor kunde ta sig för att få samtalsstöd, studiehjälp och hjälp till självförsvar av kvinnliga volontärer; stödverksamheten är/var endast med hjälp av kvinnor.
Föreningen har blivit medlem i flera riksorganisationer med relaterade grundsyften. Bland dessa finns kvinnojoursorganisationen Unizon och KSAN (Kvinnoorganisationernas samarbetsråd i alkohol- och narkotikafrågor).
Genom åren har föreningen fått ett större gensvar från myndigheterna, om att flickor och unga kvinnor (fortfarande) har många problem som behöver lösas. Grundaren Thintin Strandman anser att Internet både fört med sig positiva och negativa saker; möjligheten till stöd och kontakt via chatt har underlättat för tjejer att söka stöd, men Internets lättillgängliga pornografi, kontaktmöjligheter och utseendefixerade sociala landskap har gett andra utmaningar.

## Verksamhet
Tjejzonen arbetar med att stötta unga kvinnor via enskilda samtal, och de har benämnts som den största tjejjouren/stödorganisationen för tjejer i Sverige. Man har cirka 300 medlemmar och 250–280 volontärer. Alla volontärer genomgår en grundutbildning innan de påbörjar sina uppdrag, och de får sedan kontinuerlig handledning. I övrigt behöver de ingen särskild utbildning men behöver vara goda lyssnare. Volontärerna har tystnadslöfte.
Föreningen erbjuder chatt och mejlstöd, tidigare även telefonjour (numera borttagen, eftersom chattmöjligheten helt tog över behovet av telefonstöd). Målgruppen är flickor och unga kvinnor, ursprungligen definierat som mellan 12 och 20 års ålder. Numera (2021) har man utökat målgruppen till från 12 till 25 års ålder; en stor del av de samtalsbehövande unga kvinnorna är runt eller passerat 20 års ålder, och ungdomsproblemen går successivt ner i åldrarna. Per år genomförs totalt mellan 8 000 och 10 000 stödsamtal; 2015 hade man 7 000 stödsamtal, 2018 hade man 10 000 stödsamtal.
Stödpersonerna hos Tjejzonen benämns Storasystrar, och de kopplas samman med de stödbehövande "lillasystrarna" i något som liknar fadderskap. Storasystrarna lyssnar men ställer inga krav. Metoden har utvärderats på Örebro universitet, med positivt resultat.
Den största verksamheten sker virtuellt via de två chattarna, där den ena är öppen för alla slags ämnen medan den andra fokuserar på ätstörningar. Chattarna har numera öppet alla kvällar i veckan, mellan 20:00 och 22:00.
Tjejzonen anordnar även föreläsningar och konferenser om livsvillkor, ätstörningar och jämställdhet. Dessutom ger de ut skrifter och driver projekt som finansieras av Allmänna arvsfonden, ofta tillsammans med andra ideella organisationer. 2005 kom boken Tjejkraft, 2019 Storasystermetoden.
Verksamheten finansieras bland annat via bidrag från Allmänna arvsfonden, som gett stöd till flera projekt. Andra som stödjer/har stött är Socialstyrelsen, Folkhälsomyndigheten och Stockholms stad, liksom en del företag och privatpersoner. Detta har gett möjlighet till att man kan ha anställda; 2020 fanns 14 anställda i verksamheten.